# Xincun Lu
Xincun Lu (chiń. 新村路站) – stacja metra w Szanghaju, na linii 7. Zlokalizowana jest pomiędzy stacjami Dahuasan Lu i Langao Lu. Została otwarta 5 grudnia 2009.